# Maroje Mrduljaš
Maroje Mrduljaš (Rijeka, 1971) es un arquitecto y crítico de arquitectura croata.

## Biografía
Formado como arquitecto en la Universidad de Zagreb, es profesor de la misma desde 2005. Como docente y crítico, ha colaborado con distintas universidades internacionales, instituciones y congresos, entre otros, la Universidad IUAV de Venecia, el Royal Institute of British Architects (RIBA) en Londres, el Instituto de Historia y Teoría de la Arquitectura de la Escuela Politécnica Federal de Zúrich o el Colegio de Arquitectos de Cataluña (COAC) en Barcelona, ciudad en la que fue miembro del jurado de los Premio de Arquitectura Contemporánea de la Unión Europea–Premio Mies van der Rohe y del comité de expertos del Premio Europeo del Espacio Público Urbano.
Ha desarrollado su trabajo como arquitecto, y en colaboración con otros despachos de arquitectura, en varios proyectos arquitectónicos galardonados. Recibió el segundo premio del Salón de Zagreb por el Centro Cultural Islámico en Rijeka en 2003. Desde mediados de la década de los años 1990 ha publicado numerosos artículos y ensayos en importantes revistas croatas e internacionales como Architese, Architecture + Urbanism y Domus, entre otras. Editor de la revista de arquitectura y cultura Oris de Zagreb también es autor y editor de varios libros, entre ellos Modernism In-Between: The Syncretic Architectures of Socialist Yugoslavia (Jovis, 2012), Moni K. Huber: Arcadia in Decay (Verlag fur Modern Kunst, 2015) y Toward a Concrete Utopia: Architecture in Yugoslavia, 1948–1980 (MoMA Publications, 2018). Además, ha sido comisario de varias exposiciones, entre las que destacan «3LHD-Intercations», en el Museo de Arte Contemporáneo de Zagreb, «Lifting the Curtain. Central European Architectural Networks», en la Bienal de Venecia de 2014 y «Unfinished Modernisations. Between Utopia and Pragmatism», en la Academia de las Ciencias y las Artes de Zagreb, entre otras.